# Pavel Pavel
Pour les articles homonymes, voir Pavel (homonymie).
Pavel Pavel (né le 11 mars 1957 à Strakonice) est un chercheur tchèque, connu pour son approche expérimentale du transport des statues de l'Île de Pâques.

## Biographie
Il obtient le diplôme d'ingénieur à l'université de Plzeň, où il a étudié à la faculté de génie civil. Après ses études, il est revenu en Bohême du Sud, à Strakonice, où il a travaillé comme chef de projet dans l'entreprise Agrostav. Son parcours professionnel le mène également durant quelques années à la fonction de bourgmestre adjoint à Strakonice. Maintenant[Quand ?], il est conseiller municipal à České Budějovice, dans la région de Bohême-du-Sud. Il est aussi un explorateur et spécialiste bien connu dans le déplacement d'objets insolites.

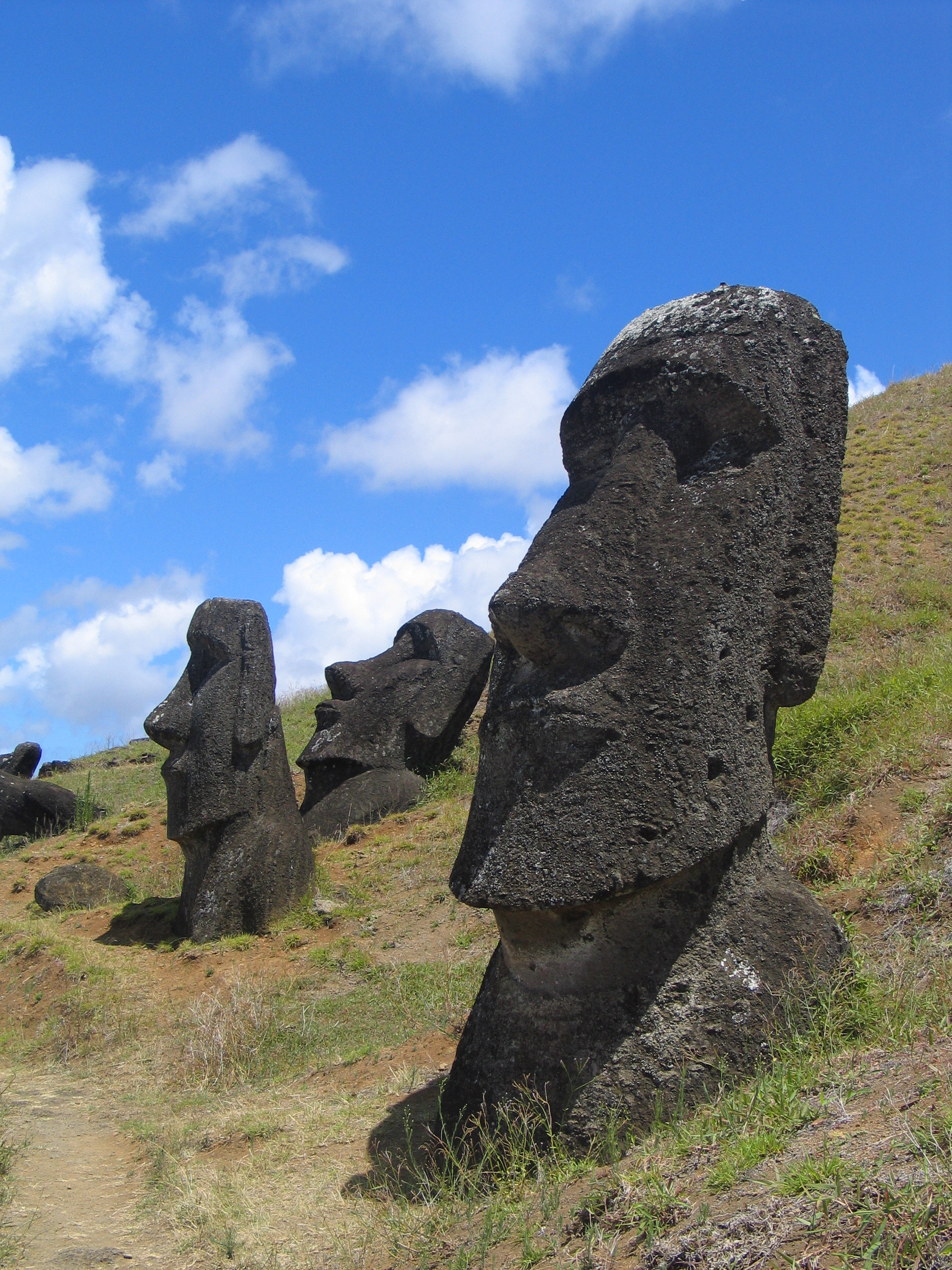
statues moai près du Rano Raraku

Dès l'enfance, les endroits reculés du monde l'attiraient. Il aspirait surtout à visiter l'Île de Pâques – nommée « Rapa Nui » en polynésien – avec ses trois principaux volcans. C'est l'un d'entre eux – le Rano Raraku – qui donna une roche volcanique tendre pour la création des statues géantes – moai. La hauteur des statues est de 9 mètres et plus. Il existe même une statue inachevée haute de plus de 20 mètres et dont le poids est estimé à 130 tonnes. Le nombre de statues est probablement de 847 aujourd'hui. 
Les techniques utilisées par les anciens tailleurs de pierre pour manœuvrer et redresser les statues intéressent particulièrement Pavel Pavel. Il créa avec 17 amis de Strakonice une statue en béton de 12 tonnes et, à l'automne de l'année 1982, ils la déplacèrent avec succès. En 1985, l'ingénieur Pavel écrivit à l'ethnologue et voyageur Thor Heyerdahl au sujet du succès de l'expérience de Strakonice. Heyerdahl accueille le jeune ingénieur dans sa propre expédition à l'île de Pâques. En 1986, les expériences ont été réalisées là-bas avec un moai et le jeune ingénieur a résolu le mystère du déplacement des statues. 
Depuis, Pavel Pavel a encore visité l'île de Pâques à trois reprises. Durant sa visite de 2003, il plaça quatre tablettes commémoratives au musée local. Il s'agit de tablettes en bronze en langues espagnole, anglaise, rapa-nui et tchèque. On peut s'informer là-bas sur le déplacement des statues fait par l'ingénieur Pavel Pavel.

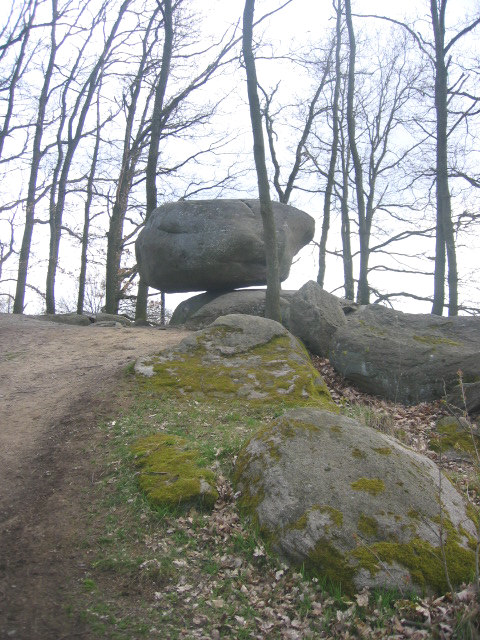
pierre chancelante près de Kadov

Il travaille longtemps comme entrepreneur–spécialiste dans le déplacement d'objets. En 1983 et 2003, ses collaborateurs et lui placèrent une pierre chancelante (viklan en tchèque) de 30 tonnes, située à Kadov près de Blatná. En plus, il déplaça quatre fenils historiques à Mokrá Louka, près de Třeboň, après les inondations de 2002.
Il a voyagé en Amérique du Sud, visitant le Chili, le Pérou, la Bolivie et le Mexique. Ses recherches sur le transport des pierres d'une carrière jusqu'à Tiwanaku, lieu saint des amérindiens, près du lac Titicaca, sont connues. Le projet resta inachevé par manque d'argent. Il laissa la documentation complète sur ses recherches au musée de Tiwanaku.